# Vostok (vesoljsko plovilo)
Vostok (rusko Восток, vzhod) je bilo sovjetsko vesoljsko vozilo, s katerim je Sovjetska zveza po seriji preizkusov izvedla prvi vesoljski polet s človeško posadko. Vozilo je bilo del vesoljskega programa Vostok, ki je potekal med leti 1961 in 1963 in v okviru katerega je bilo opravljenih 6 poletov s človeško posadko. Z modifikacijami vozila Vostok je nastalo vesoljsko vozilo Voshod, ki je bilo v uporabi do leta 1967, ko ga je nadomestilo vesoljsko vozilo Sojuz.

## Razvoj
Idejna zasnova vesoljskega vozila s človeško posadko se je začela takoj po izstrelitvi prvega umetnega satelita Sputnik 1 leta 1957 pod vodstvom Sergeja Koroljova. Preliminarna zasnova je bilo vesoljsko vozilo za enega člana posadke z maso med 5 in 5,5 t, ki bi lahko poletela do višine 250 km in bi bilo primerno za uporabo s predelano raketo R-7. Sočasno so potekale raziskave profilov vstopa v atmosfero in pričakovane pogoje (temperature, obremenitve za posadko), ki bi narekovali zasnovo kapsule za posadko. 
Da bi bila konstrukcija čim bolj enostavna in razvoj hitrejši, je bil izbran pristajalni modul v obliki krogle, ki je imela enostavno predvidljivo obnašanje ob vstopu v atmosfero. Predvideno je bilo avtomatsko vodenje poleta brez posredovanja pilota, z rezervno možnostjo ročnega upravljanja čim bolj osnovna oprema in odsotnost sistema za mehak pristanek, zaradi česar je bila predvidena uporaba katapultnega sedeža, s katerim bi se pilot izstrelil iz kapsule na varni višini.
Konec leta 1959 so bile zasnovane tri verzije Vostoka:
- Vostok-1 za osnovne preizkuse konstrukcije in posameznih sklopov
- Vostok-2 za razvoj satelitov za izvidovanje iz vesolja, iz katerega je bil razvit satelit Zenit-2
- Vostok-3 za polete s človeško posadko

Za preizkus posameznih sklopov je bilo opravljenih več preizkusov na tleh in v atmosferi, še posebej je bilo preverjeno delovanje ločevanja od nosilne rakete, delovanje padal, sistema za vzdrževanje življenja in katapultni sedež. Sledil je testni let Korabl Sputnik 1, ki ni bil namenjen vrnitvi iz orbite in je bil tudi brez toplotnega ščita. Pri naslednjih 6 preizkusih v vesolju so bile na krovu živali in človeške lutke, pri vseh letih pa je bil uporabljen toplotni ščit, ki je omogočal vrnitev na zemljo. 

## Opis sistema
Vesoljsko vozilo Vostok je bilo sestavljeno iz pristajalnega modula v obliki krogle, premera 2,3 m in teže 2,46 t, v kateri je bilo prostora za enega kozmonavta, ter instrumentalnega modula dolžine 2,27 m in premera 2,43 m.
Celoten sistem je bil dolg 5,04 m in je tehtal 4,73 t.

#### Pristajalni modul
Pristajalni modul (v ruščini imenovana tudi шарик, šarik – kroglica) je bil v obliki krogle, z odprtinami za vhodno loputo in periskop. Celotna zunanja površina krogle je bila prekrita s toplotnim ščitom, ki je bil izdelan na osnovi azbesta in fenol-formaldehidne smole. Prvotno je bil načrtovan modul stožčaste oblike s ščitom na spodnjem delu, ki bi imel tudi majhen količnik vzgona in s tem manjše obremenitve za kozmonavta ob vstopu v atmosfero, vendar bi to podaljšalo čas projekta. Tako je bil možen čisti balistični vstop v atmosfero, pri katerem je na kozmonavta deloval pojemek okoli 8 G. 
Pristajalni modul ni imel potisnikov, ki bi skrbeli za njegovo orientacijo po ločitvi od servisnega modula, temveč se je zanašal na neenakomerno porazdeljeno maso na eni strani krogle, kar je ob začetku vstopa v atmosfero avtomatično obrnilo modul s težjim delom naprej. Na tem delu je bil tudi toplotni ščit debelejši. 
Inštrumenti so bili zelo osnovni. Avtomatski sistem je omogočal poravnavo vozila s soncem, ki je v povezavi z giroskopskim senzorjem orientacije omogočal pravilno poravnavo vzdolžne osi vozila z orbitalno trajektorijo, kar je bilo potrebno za zaviralni manever. 
Glavni del inštrumentov je sestavljal elektromehanski računalnik, ki je premikal miniaturni globus. Namen tega inštrumenta je bil prikaz trenutnega položaja vozila glede na zemljo, posebej na nočni strani zemlje, kjer se ni bilo možno zanašati na vizualno navigacijo. Ta inštrument je bilo mogoče kalibrirati glede na meritve orbitalnih parametrov s tal, poseben gumb pa je omogočal tudi prikaz točke pristanka, če bi bil zaviralni manever izveden v tistem trenutku.
Pomemben del je bil tudi periskop, imenovan Vzor. To je bila posebna optična priprava, s katero je bilo možno vozilo poravnati z obzorjem, s pomočjo črt na objektivu pa je bila možna poravnava vzdolžne osi vozila z gibanjem pokrajine na tleh, s tem pa je bila dosežena pravilna orientacija za zaviralni manever. 
Pristajalni modul je vseboval tudi zaviralno padalo, ki je upočasnilo hitrost padanja po koncu vstopa v atmosfero, vendar ne v tolikšni meri, da bi kozmonavt lahko varno pristal. Zato je na višini 7–10 km uporabil katapultni sedež in pristal ločeno.

#### Servisni modul
Servisni modul je vseboval baterije za zagotavljanje električne energije, rezervoarje s kisikom za kozmonavta, rezervoarje z dušikom za potisnike, ki so skrbeli za popravljanje položaja celotnega vozila v orbiti, in raketni motor TDU-1 s potisno silo 15,8 kN, ki je skrbel za zaviranje za namen povratka iz orbite. Servisni modul je bil povezan s pristajalnim modulom z eksplozivnimi zatiči, ki so po koncu zaviralnega manevra ločili oba modula, in pa s kabelskim snopom, ki je napajal električne sisteme v pristajalnem modulu. Pri nekaj misijah v programu Vostok se kabelski snop ob ločitvi modulov ni prekinil, temveč ga je prekinila šele vročina, nastala ob vstopu v atmosfero.